# Karl Thopia
Karl Thopia (en albanais : Karl Topia) est un prince féodal et chef de guerre albanais qui dirigea l'Albanie du milieu du XIVe siècle jusqu'à la première conquête ottomane de l'Albanie. Thopia entretenait généralement de bonnes relations avec la Curie romaine.

## Biographie

### Rivalité avec Balša II
Balša II (en) et les Thopia se battaient depuis 1363 pour le contrôle de la région située entre le lac de Shkodra et Durazzo (Durrës). Balša, allié à la tribu albanaise Mataruge, tenta d'envahir l'Albanie en 1364. Au cours de l'été de la même année, Balša fut vaincu par Karl et Đurađ I Balšić fut capturé lors d'une escarmouche. Ce n'est qu'en 1366 que la république de Raguse arbitrera la paix entre eux et obtiendra la libération de Đurađ.

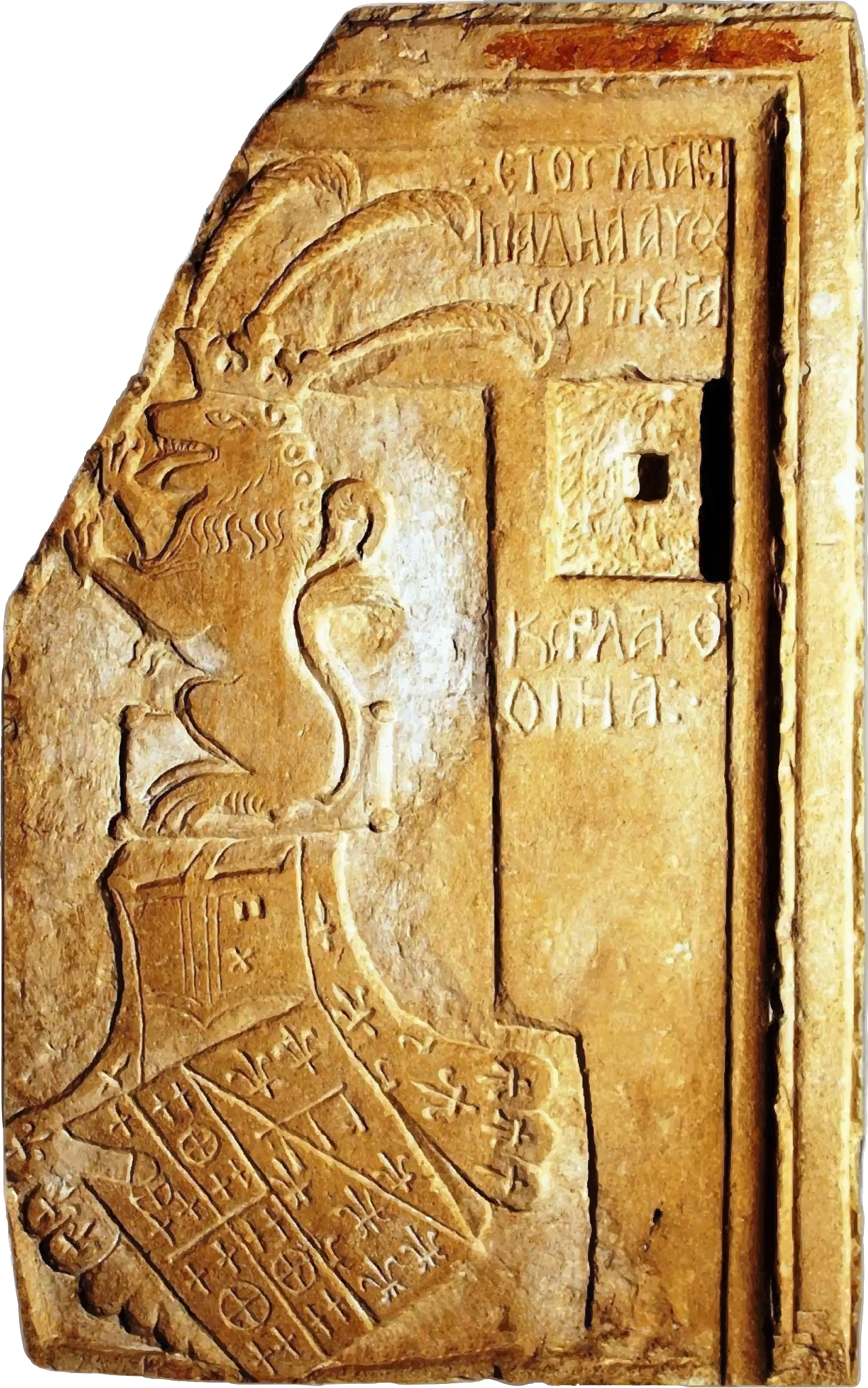
Gravure sur pierre des armoiries de Karl Thopia trouvée dans l'église Saint-Gjon-Vladimir (1381).

En 1380, Karl Thopia tenta de conclure une alliance avec le roi Louis Ier de Hongrie, qui la confirma dans les possessions qu'il possédait à Durrës et dans ses environs. Cette alliance ne fut accueillie favorablement ni par les Vénitiens ni par la Curie romaine, tant que le roi hongrois soutenait l'antipape d'Avignon. Rejetant la légitimité de Charles sur Durrës, le pape retourna son beau-frère Balša II contre lui.
Balša II fit une quatrième tentative pour conquérir Durrës, un centre commercial et stratégique important, dirigé par son rival Karl Thopia. En 1385, Balša II lance une offensive, capturant Durrës à Karl Thopia l'année suivante et se proclame duc de Durazzo (Durrës). Thopia a appelé les Turcs à l'aide. Mourad Ier envoya volontiers une armée de 40 000 hommes de Macédoine. Dans la plaine de Savra, entre Elbasan et Lushnjë, Balša II combattit les Turcs, fut vaincu et tué[réf. nécessaire]. Thopia reprit le contrôle de Durazzo, probablement sous la suzeraineté ottomane.

### Alliance vénitienne
Au cours de la dernière décennie de son règne, Karl suivit de près la république de Venise, notamment en ce qui concerne la politique étrangère. Le 17 août 1386, Karl Thopia s'allie à Venise et s'engage à participer à toutes les guerres de la République ou à payer des fonds auxiliaires et à fournir des céréales. En outre, il a promis aux acheteurs vénitiens une protection sur ses terres. En échange, Venise fournit une galère, autorisa le recrutement des mercenaires de Thopia dans les régions vénitiennes et ordonna au capitaine de leur flotte adriatique de protéger les côtes de Karl des Ottomans. Les Ottomans entreprirent plusieurs attaques lourdes contre Durrës, qui persistèrent également jusqu'à la mort de Karl en janvier 1388. Son fils, Gjergj, devint le successeur de Karl.

## Église Saint-Gjon Vladimir

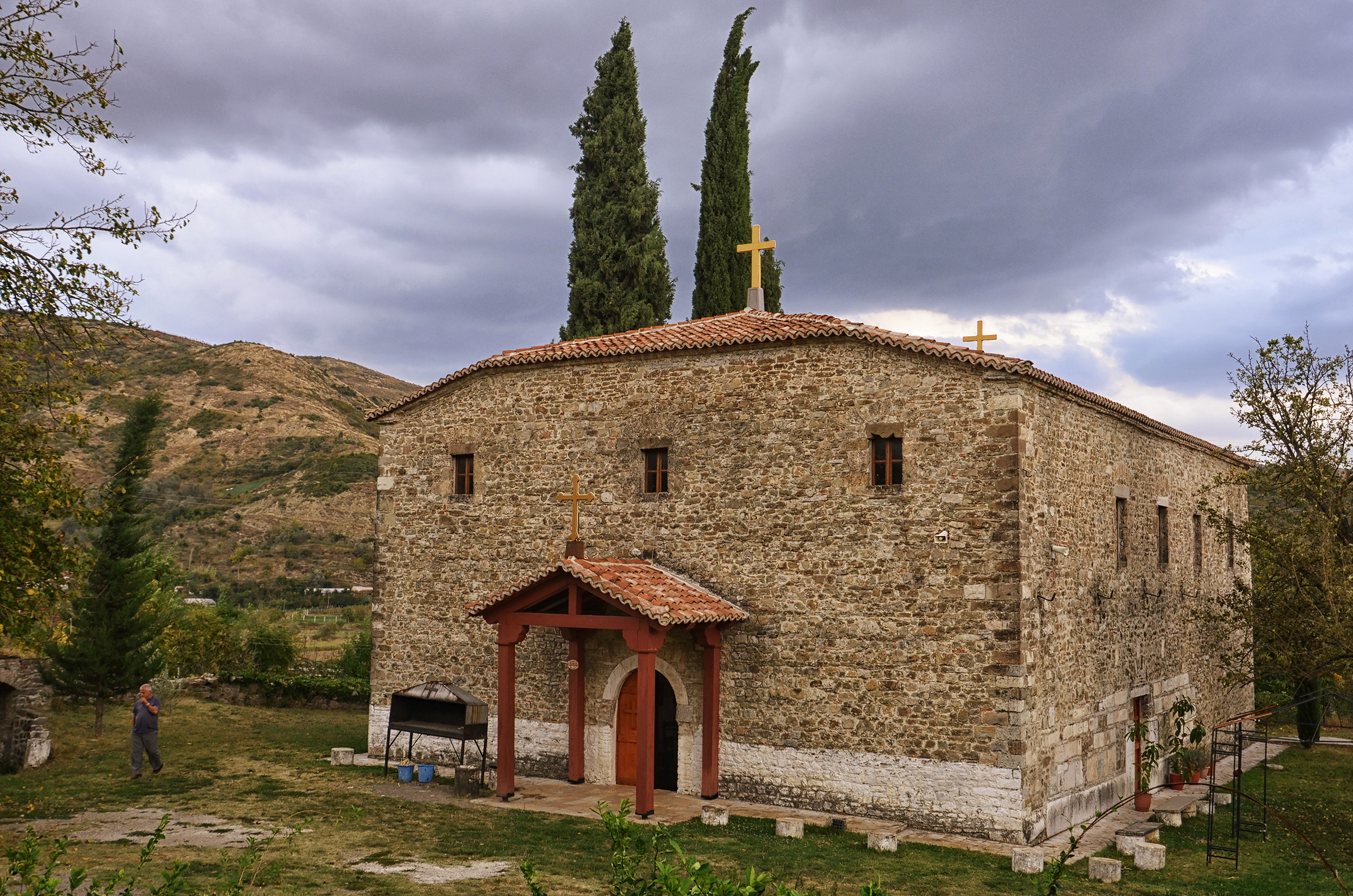
L'Église Saint-Gjon-Vladimir, fondée par Karl Thopia.

En 1381, Karl construit l'église Saint-Gjon-Vladimir (en) à proximité d'Elbasan, où les restes de Jovan Vladimir furent conservés jusqu'en 1995. Il est représenté sur l'icône de Saint Vladimir, peinte par Onufri, portant une couronne et debout près de l'église du Saint.

## Sources
- John V. A. Fine, The Late Medieval Balkans: A Critical Survey from the Late Twelfth Century to the Ottoman Conquest, University of Michigan Press, 1994 (ISBN 0-472-08260-4, lire en ligne)